# Кутин, Василий Михайлович
Кутин Василий Михайлович (род. 15 августа 1941, Кривой Рог, Днепропетровская область) — советский и украинский учёный-электротехник. Доктор технических наук (2003), профессор (2004). Лауреат премии Совета Министров СССР (1988).

## Биография
Родился 15 августа 1941 года в городе Кривой Рог Днепропетровской области.
В 1962 году окончил Криворожский горнорудный институт по специальности «Электрификация промышленных предприятий и установок», инженер-электрик. По окончании продолжил работать в институте.
С 1974 года — в Винницком политехническом институте: в 1977—1993 годах — заведующий кафедрой электрических станций, с 1993 года — профессор кафедры электрических станций и систем. В 1988—2015 годах — директор Центра повышения квалификации в области энергетики.

## Научная деятельность
Специалист в области электротехники. Автор более 50 научных трудов.
Основным направлением научных интересов являлась диагностика электрооборудования. Разработал и внедрил высокоэффективные технологии выполнения ремонтных работ под напряжением на линиях электропередач напряжением 330—750 кВ.

### Научные труды
- Диагностика электрических распределительных сетей. — Киев, 1993 (в соавторстве).
- Поиск повреждений в распределительных сетях. — Киев, 1994 (в соавторстве).
- Оптимизация процесса поиска повреждений в воздушных распределительных сетях 6–10 кВ // Электричество. 1994. № 3.
- Защитные свойства экранирующих комплектов для работ под напряжением на линиях электропередачи 330—750 кВ // Электричество. № 11 (в соавторстве).
- Якість систем електропостачання // Промислова електроенергетика та електротехніка. 2003. № 5.
- Вибір стратегії ремонтно-обслуговуючих дій систем електропостачання промисловості і агропромислового комплексу // Енергетика і електрифікація. 2003. № 9.
- Методи та засоби діагностування опорно-стрижневих ізоляторів. — В., 2010 (в соавторстве).

## Награды
- Премия Совета Министров СССР (1988).